# ムーレイ・ストリート
『ムーレイ・ストリート』（Murray Street）は、アメリカ合衆国のオルタナティヴ・ロック・バンド、ソニック・ユースが2002年に発表したスタジオ・アルバム。

## 背景
以前からバンドと活動を共にしてきたジム・オルークが初めて全面参加した作品で、オルークはミックスも担当した。
バンドが所有するマンハッタンのスタジオ「エコー・キャニオン」の所在地がアルバム・タイトルとなっている。本作のレコーディングが始まった後の2001年9月11日にアメリカ同時多発テロ事件が起こり、この場所に飛行機のエンジンが落ちて、バンドの楽器などを収納していた場所が立ち入り禁止となりレコーディングが中断されるというトラブルがあった。

## 反響
バンドの母国アメリカでは、前スタジオ・アルバム『NYC ゴースツ&フラワーズ』に続き2作連続で全米トップ100入りを逃す結果となった。一方、ノルウェーのアルバム・チャートではバンドにとって初のトップ20入りを果たしており、オーストリアのアルバム・チャートでは『ダーティ』（1992年）以来10年ぶりにチャート・インを果たした。

## 収録曲
全曲ともソニック・ユース作。アメリカ盤LPでは、「レイン・オン・ティン」と「カレン・リヴィジテッド」の曲順がCDとは逆になっている。
1. エンプティ・ページ - The Empty Page – 4:19
2. ディスコネクション・ノーティス - Disconnection Notice – 6:24
3. レイン・オン・ティン - Rain on Tin – 7:52
4. カレン・リヴィジテッド - Karen Revisited – 11:10
5. ラディカル・アダルツ - リック・ゴッドヘッド・スタイル - Radical Adults Lick Godhead Style – 4:27
6. プラスティック・サン - Plastic Sun – 2:11
7. シンパシー・フォー・ザ・ストロベリー - Sympathy for the Strawberry – 9:06

### 日本盤ボーナス・トラック
1. ストリート・ソース - Street Sauce – 7:32